# South Yorkshire
South Yorkshire ([ˌsaʊθ ˈjɔːkʃə]) ist ein Metropolitan County in England. Es grenzt an Derbyshire, West Yorkshire, North Yorkshire, East Riding of Yorkshire, Lincolnshire und Nottinghamshire.
Das Metropolitan County South Yorkshire entstand im Zuge der Kommunalreform von 1974 und wurde aus dem südlichen Teil des West Riding of Yorkshire von Yorkshire gebildet.
Die wichtigsten Städte von South Yorkshire sind:
- Sheffield, eine Industriestadt mit einer bis in die Eisenzeit zurückreichenden Geschichte und Englands viertgrößte Stadt, die einzige in South Yorkshire
- Doncaster, Stadt, traditionell ein Drehkreuz des englischen Eisenbahnnetzes.
- Rotherham, eine Industriestadt zwischen Sheffield und Doncaster am Fluss Don
- Barnsley, eine Marktstadt am Fluss Dearne, ist der Verwaltungssitz der Grafschaft

Nach diesen Städten sind auch die vier Metropolitan Boroughs von South Yorkshire benannt.
1986 wurde die Grafschaftsverwaltung abgeschafft und auf die Metropolitan Boroughs übertragen. Diese sind Teil der Region Yorkshire and the Humber. Gleichwohl besteht South Yorkshire als zeremonielle Grafschaft (ceremonial county) weiter fort. Außerdem werden Polizei, öffentliches Verkehrswesen und Feuerwehr weiterhin gemeinsam genutzt.

## Städte und Orte
- Adwick le Street, Anston, Askern, Aston
- Barnsley, Bawtry, Bentley, Bolsterstone, Bolton upon Dearne, Bradfield, Brierley
- Chapeltown, Conisbrough, Cudworth
- Dalton, Dinnington, Dodworth, Doncaster
- Goldthorpe
- Hatfield, High Bradfield
- Maltby, Mapplewell, Mexborough
- New Rossington
- Penistone
- Rawmarsh, Rotherham
- Sheffield, Stainforth, Stocksbridge, Swinton
- Thorne, Tickhill
- Wentworth, Worsborough

## Sehenswürdigkeiten
- Abbeydale Industrial Hamlet, Sheffield
- Brodsworth Hall
- Cannon Hall
- Canyard Hills
- Chapel of Our Lady of Rotherham Bridge, eine von 4 Brückenkapellen in England
- Clifton Park Museum, Rotherham
- Conisbrough Castle
- Conisbrough Viaduct
- Cusworth Hall
- Doncaster Minster
- Firbeck Hall
- Hallfield House
- Howden Clough
- Kelham Island Museum
- Longshaw Estate
- Magna Science Adventure Centre
- Millenium Gallery, Sheffield
- Millstone Edge
- National Emergency Services Museum
- Peace Gardens, Sheffield
- Roche Abbey
- Rother Valley Country Park
- St Laurence Church, Adwick le Street
- Tickhill Castle
- Victoria Quays
- Wentworth Castle and Gardens
- Wentworth Woodhouse
- Weston Park Museum, Sheffield